# 114
| [ Edytuj tabelę ] |                                            |
| Cesarz Chin       | - 106 Han Andi 125                         |
| Władca Korei      | - 53 T’aejodae 146                         |
| Papież            | - 109 Aleksander I 116                     |
| Król Partów       | - 105 Wologazes III 147 - 109 Osroes I 129 |
| Cesarz Rzymu      | - 98 Trajan 117                            |

Rok 114 / CXIV
stulecia: I wiek ~
II wiek ~
III wiek

lata: 104 «
109 «
110 «
111 «
112 «
113 «
114
» 115
» 116
» 117
» 118
» 119
» 124

## Wydarzenia
- Azja
  - wybuch wojny partyjskiej, Rzymianie zajęli Armenię
- Europa
  - Senat nadał Trajanowi przydomek optimus princeps
  - Apollodoros z Damaszku ukończył budowę Forum Trajana w Rzymie